# Ђорђе Вукмировић
Ђорђе Вумкировић (Госпић, 8. новембар 1954 — Нови Сад, 15. март 2024) био је истакнути српски новинар и публициста.

## Биографија
Рођен 8. новембра 1954. године у Госпићу, Хрватска, Ђорђе Вукмировић посветио је свој живот новинарству, остављајући неизбрисив траг у овој професији.
Пут Ђорђа Вукмировића протезао се кроз четири деценије писања, током којих је обављао различите функције у више медијских кућа широм Србије. Од својих почетака као новинар “Гласа комуне” у Апатину до времена када је био шеф дописништва за Танјуг у Новом Саду. Kаријера Вукмировића била је обележена непоколебљивом посвећеношћу овом занату.
Током свог каријерног пута, Вукмировић је радио као дописник дневних листова Дневник и Вечерње новости, покривајући различите теме. Његово новинарско деловање није се ограничило само на штампане медије, јер је такође крочио у телевизију, радећи као заменик главног и одговорног уредника ТВ Мост у Новом Саду. Од 2016. године обављао је функцију помоћника покрајинског секретара за јавно информисање.
Поред новинарског доприноса, Вукмировић је такође био плодан аутор и публициста, са више објављених дела у својој биографији. Његове књиге, укључујући “Седамдесет година фудбала у Апатину”, „Панонски бомбардери“ и “Златне године – историја бокса у Апатину”, стоје као докази његове страсти према писању и очувању спортске баштине Апатина, места у којем је започео свој новинарски пут.
Током каријере, Вукмировић је примио бројна признања и награде за изузетан допринос новинарству. Од престижне награде “Слободна Војводина” до Специјалне повеље Удружења новинара Србије, професионални успеси Ђорђа Вукмировића увек су били признати од стране његових колега, а његово наслеђе остаће као инспирација за будуће генерације новинара и највише стандарде професије.
Иза себе је оставио супргу Слађанку, сина Срђана, ћерку Тамару и троје унучади.
Преминуо је 15. марта 2024. године у Новом Саду.

## Награде
- „Слободна Војводина“, највише годишње признање Дневника (1991)
- „Специјална повеља“ Удружења новинара Србије (1995)
- "Златно перо" Друштва новинара Војводине (2021) [9]

## Професионални новинарски рад
- 1982 – 1990: новинар „Гласа комуне“ из Апатина
- 1990 – 1994: дописник Дневник из Сомбора
- 1994 – 1997: дописник НА Танјуг из Сомбора
- 1997 - 2000: шеф дописништва НА Танјуг за Војводину у Новом Саду
- 2000: заменик главног и одговорног уредника „Дневника“
- 2000 - 2001: главни и одговорни уредник ТВ Мост у Новом Саду
- 2000 - 2003: шеф дописништва НА Танјуг за Војводину у Новом Саду
- 2003 - 2008: шеф дописништва ЈСЛ „Спорт“ у Новом Саду
- 2005: шеф Прес центра на Европском првенству у кошарци – група Д, Нови Сад
- 2006 - 2008: члан Управног одбора Радио-Телевизије Војводине
- 2008 - 2009: дописник „Вечерњих новости“ из Новог Сада
- 2009: шеф Прес центра на Европском првенству у атлетици за јуниоре, одржаног у Новом Саду
- 2009 - 2011: шеф дописништва „Вечерњих новости“ у Новом Саду
- 2011 - 2016: дописник „Вечерњих новости“ из Новог Сада
- 2016: в. д. помоћника покрајинског секретара за јавно информисање, медије и аналитику[10]

## Публицистички рад
- Књига „Седамдесет година фудбала у Апатину“  (1998)
- Алманах ФК Војводина (2000/2001)
- Алманах ФК Војводина (2001/2002)
- Књига „Панонски бомбардери“ (2006)  ISBN: 214236935
- Књига „Златне година – историја бокса у Апатину“  (2007)
- Књига "Споменица присаједињења 1918-2018" (2018)  ISBN: 978-86-83903-97-9 [11]

## Фељтонистички рад:
- „Великани магичног четвороугла “ -„Спортски журнал“ (2001)
- „Панонски бомбардери“ - „Дневник“ (2003)
- „Владимир Бајчев – боксер и равногорац“ - „Дневник“ (2007)
- „ Рација у Јужној Бачкој 1942 - злочин, крвници и сусрет са правдом“ - „Вечерње новости“  (2016)